# Sainte-Marie-du-Lac-Nuisement
Sainte-Marie-du-Lac-Nuisement é uma comuna francesa na região administrativa do Grande Leste, no departamento de Marne. Estende-se por uma área de 17.35 km², e possui 272 habitantes, segundo o censo de 2018, com uma densidade de 16 hab/km².